# خوسيه موراتون تينو
خوسيه موراتون تينو (بالإسبانية: José Moratón) (مواليد 14 يوليو 1979 في سانتاندير - إسبانيا) لاعب كرة قدم إسباني يلعب حاليا لصالح نادي الدرجة الأولى ريسينغ سانتاندر الإسباني منذ 1997 في مركز قلب الدفاع .

## روابط خارجية
- خوسيه موراتون تينو على موقع قاعدة بيانات كرة القدم.إي يو (الإنجليزية)
- خوسيه موراتون تينو على موقع Soccerway.com (الإنجليزية)